# AXIS PICTURES
AXIS PICTURES（アクシスピクチャーズ）は、日本のゲイビデオメーカー。

## 概要
ゲイビデオ会社であり、旧社名はZEEBRA CREATIONSといったが、2011年にレーベルの１つだった「AXIS PICTURES」に変更した。かわいい系・かっこいい系・ガッチリ系とモデルのタイプは幅広い。国内アダルト配信サイト大手の「DUGA」が取扱うGayレーベルでは上位につけていることが多い。現在では同社が版権を取得している旧リアルフィルム系（Real-film,SHAKE,AAAe等）の作品を中心に取り扱う別レーベルAnERECTUSもある。

## レーベル
- AXIS PICTURES（アクシスピクチャーズ）
- AnERECTUS（アンエレクタス）
- ZEEBRA CREATIONS（ゼブラクリエーションズ）
- ZEEBRA BLACK（ゼブラブラック）

## 主なシリーズ
- Festa+plus
- Sweety
- WinG
- 獣道（WinG 外伝～）
- Z-EROONE
- B-SPEC
- Beach.B.Paradise
- PEACHES
- TSUBAME
- Z.ist
- 夢幻妄想
- RE
- Maniero